# Græse å
Græse å är ett cirka 11 km långt vattendrag i Danmark som ligger i Region Hovedstaden,  40 km nordväst om Köpenhamn. Den flyter genom samhället Slangerup och mynnar i Roskildefjorden strax norr om Frederikssund.